# Larciano
Larciano è un comune italiano sparso di 6 339 abitanti della provincia di Pistoia in Toscana; la sede comunale è nel capoluogo San Rocco.
Larciano si trova a circa 50 km a ovest da Firenze e circa 15 km a sud da Pistoia.

## Geografia fisica

### Territorio
Il comune si trova in Valdinievole, sulle pendici occidentali del Montalbano e ai limiti del Padule di Fucecchio.

### Clima
- Classificazione climatica: zona D, 1694 GG
- Diffusività atmosferica: media, Ibimet CNR 2002

## Storia

Raffigurazione dello stemma antico di Larciano

Il nome di Larciano deriva dalla latinizzazione del nome etrusco Larthial, genitivo possessivo del nome maschile Larth. Larth è il nome proprio di un combattente etrusco la cui tomba, risalente al 340 a.C. è stata scoperta nel 1870 a Tarquinia. Il toponimo nel 941 è documentato come Arsianus, con il passare del tempo si è passati al nome attuale. Un'altra ipotesi parla di un "praedium" (podere), probabilmente donato a un soldato romano che aveva combattuto nelle guerre contro i Liguri, distinguendosi per il suo coraggio. Bisogna notare che la terminazione in "ano" è tipica degli insediamenti romani sorti da un "praedium". Infine, una terza ipotesi, anche se appare come la meno probabile, afferma che il toponimo deriverebbe da "larice" dal momento che in passato la zona era ricca di boschi di larici.
La storia di Larciano ruota intorno a quella dell'attuale Larciano Castello.
Dalla metà del X secolo Larciano ci è nota come signoria dei conti Guidi per una donazione che Ranieri e Guido, figli del conte Tegrimo, fecero alla cattedrale ed al vescovo di Pistoia. Il Castello di Larciano fu poi confermato ai Guidi da Arrigo VI e da Federico II.
Nel 1225 Larciano con Cecina, Casi e Collecchio fu venduta dai figli del conte Guido Guerra di Modigliana al Comune di Pistoia per 6.000 lire. Per la sua posizione Larciano divenne uno dei cardini del sistema difensivo di Pistoia nei "monti di sotto"; così era infatti chiamato il versante occidentale del Montalbano, ragione che spinse la città a rafforzare le mura e le altre opere di difesa. Nel 1302, durante la guerra che vede la ghibellina Pistoia contro le guelfe Firenze e Lucca, Larciano fu conquistata subito dopo la resa di Serravalle. Tuttavia nel 1310 la cittadina venne recuperata insieme ad altri territori perduti da Pistoia, dietro il pagamento di 10.000 fiorini d'oro. Verso il 1391 il castello divenne una solida base organizzata da Pistoia e Firenze, accomunate dal pericolo di un'offensiva in Toscana di Gian Galeazzo Visconti.
Quando nel 1401 si sottomise a Firenze con tutto il suo contado, Larciano divenne sede di una delle quattro podesterie in cui fu organizzato il territorio pistoiese. Tra i podestà, il più famoso è Francesco Ferrucci. Successivamente nel quadro istituzionale dello Stato mediceo troviamo riuniti in un'unica podesteria Larciano e Serravalle. Nel 1772 quest'ultima divenne unica sede della podesteria, mentre nel 1774 ebbe vita una comunità comprendente Larciano e Lamporecchio.
Fu soltanto il 1º luglio 1897 che Larciano, ottenendo la separazione da questa località, divenne comune autonomo costituito dalle frazioni di Biagiotti, Biccimurri, Castelmartini, Cecina, Larciano Castello e San Rocco, che accolse e accoglie tuttora la sede del Municipio.
Nel corso della seconda guerra mondiale, tra il 1941 e il 1943, Larciano fu uno dei comuni toscani designati come luogo di internamento civile per ebrei stranieri. Vi soggiornarono quattro profughi ebrei di nazionalità greca, due dei quali furono poi trasferiti a Agliana. Dopo l'8 settembre 1943 e la nascita della Repubblica Sociale Italiana, i due internati ebrei rimasti in paese furono arrestati per essere deportati e uccisi nei campi di sterminio. A ricordo delle due vittime, Leone Molho e Salomone Mordo, sono state collocate il 26 gennaio 2025 due pietre d'inciampo davanti all’ingresso del Palazzo Comunale.
AL passaggio del fronte, il 23 agosto 1944, il territorio di Larciano (in località Castelmartini) fu interessato dell'Eccidio del Padule di Fucecchio, in cui 174 civili furono uccisi in una rappresaglia da truppe tedesche. A ricordo delle 36 vittime di Castelmartini un monumento è stato inaugurato il 16 settembre 2002 alla presenza del Presidente della Repubblica Carlo Azeglio Ciampi.

### Simboli
Lo stemma e il gonfalone sono stati concessi con regio decreto del 2 ottobre 1929.
Il gonfalone è un drappo di azzurro.

## Monumenti e luoghi d'interesse

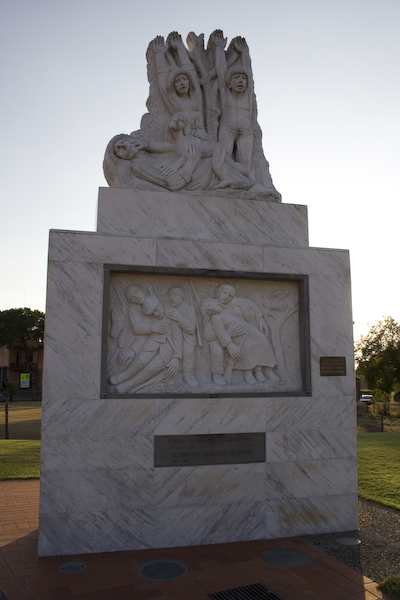
Monumento in memoria delle 36 vittime dell'eccidio del Padule di Fucecchio, uccise in località Castelmartini.

### Architetture religiose
- Chiesa di San Rocco
- Pieve di San Silvestro
- Chiesa di San Donnino
- Chiesa di San Niccolò

### Architetture civili
- Villa Banchieri

### Architetture militari
- Castello di Larciano

### Aree naturali
- Padule di Fucecchio

### Altro
- Monumento in memoria delle vittime dell'eccidio del Padule di Fucecchio e dei Combattenti Toscani. L’opera in marmo di Carrara realizzata dal maestro Gino Terreni di Empoli celebra lo stupore e il dramma dei 175 innocenti, fra i quali troviamo soprattutto donne, anziani e bambini, che stanno per essere fucilati dai soldati nazisti, quegli stessi soldati che erano stati ospitati nelle case dei larcianesi. Il monumento è stato inaugurato nel settembre del 2002 a Castelmartini, luogo di uno dei più cruenti eccidi compiuti dai nazi-fascisti dopo l'armistizio, evento conosciuto come eccidio del Padule di Fucecchio; all'inaugurazione presenziò anche il Presidente della Repubblica Carlo Azeglio Ciampi. Inoltre, presso il Centro di Ricerca, Documentazione e Promozione del Padule di Fucecchio sono presenti in permanenza sette opere preparatorie, tra cui il gesso originale del monumento.
- Giardino della Memoria. Inaugurato il 23 agosto 1996 a Castelmartini, il Giardino ha lo scopo di ricordare l’eccidio compiuto il 23 agosto 1944 dai Nazi-fascisti, nel quale persero la vita 175 persone. È stato realizzato da Andrea Dami e Simone Fagioli, che hanno recuperato l’ex cimitero intervenendoci con installazioni artistiche permanenti.  L’opera chiamata “Paysage”, ad opera di Andrea Dami, presenta 36 formelle lavorate dedicate ai morti del comune di Larciano: i segni quadrangolari e cubici ricordano le donne, mentre quelli sferici e rotondi rievocano gli uomini. Le forme non sono uguali, come non lo erano le diverse vite delle vittime, e sono situate in maniera leggermente obliqua rispetto all'orizzonte, stando a significare la casualità e l’imprevedibilità della vita. Inoltre, Andrea Dami e Simone Fagioli hanno realizzato la “cartolina calpestabile” chiamata “Mio fratello è qui”, ossia una serie di temi grafico-culturali emersi da ottantadue mail arrivate da diversi paesi dell’Europa, dell’America e dell’Asia. “Mio fratello è qui” si compone di nove “pittogrammi-sedili-tavoli-pedane” a mosaico rappresentanti il mondo (universalità del messaggio), la relazione uomo/donna (archetipo umano), l’occhio (simbolo della visione diretta dell’eccidio), la tavola della pace (elemento di riflessione costante), la dualità sole/luna (dualità della vita), la croce (sacrificio delle 175 vittime nell’eccidio), il sangue (sangue di tutte le persone uccise), la colomba (simbolo di pace per eccellenza) e la parola “no!” (una sola parola contro la violenza e la guerra).[12]

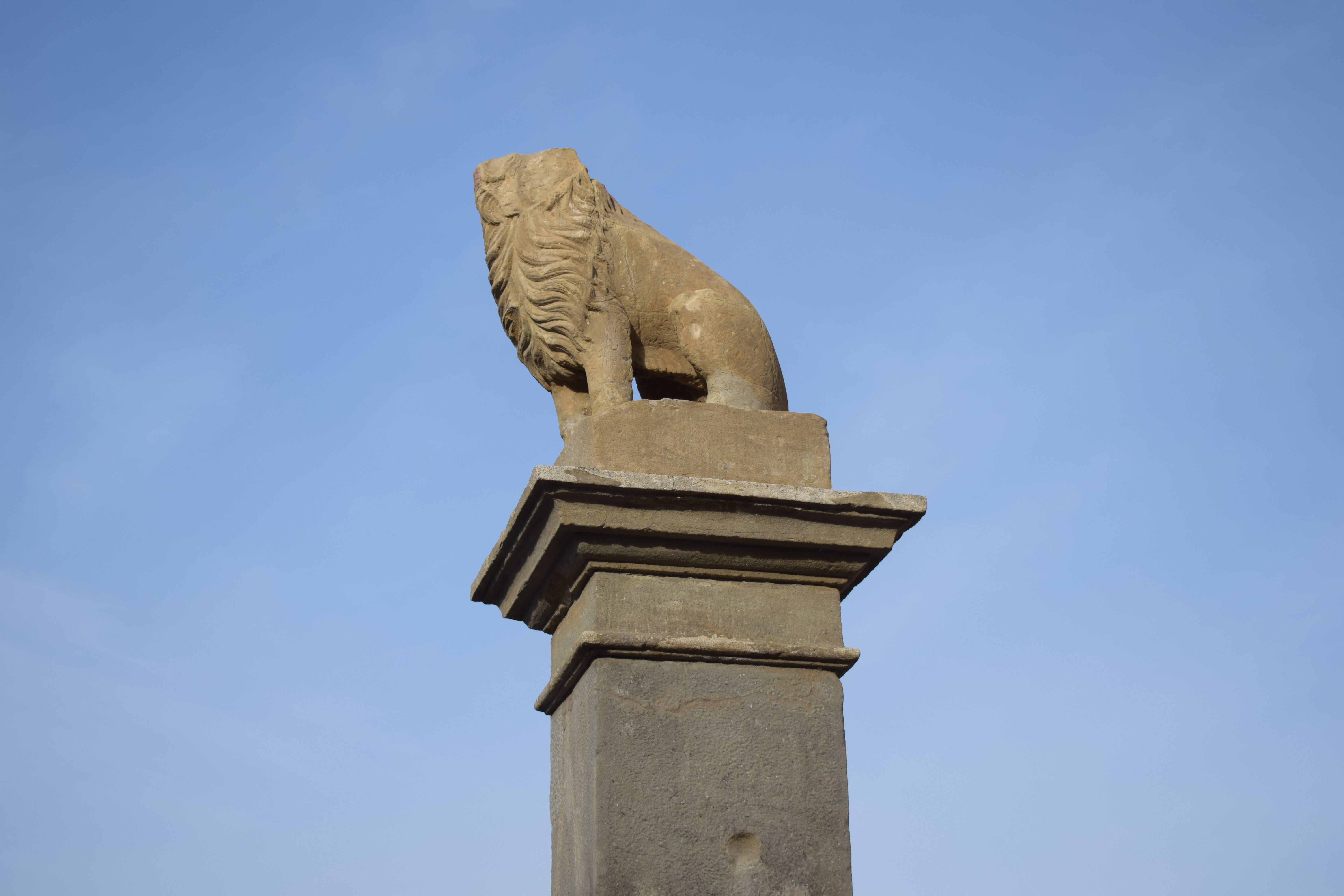
Marzocco, Larciano (PT)

- Marzocco. Nella Repubblica Fiorentina, il marzocco era un leone simbolo del potere popolare. Nel Trecento, accanto a Palazzo Vecchio (Firenze, Italia), la Signoria teneva un serraglio di leoni, da qui il nome della strada “via dei Leoni”. Tutt’oggi a Firenze in Piazza della Signoria si trova un esemplare di marzocco. L’esempio di marzocco che si trova al centro della piazza di Larciano castello si differenzia dal marzocco fiorentino per la mancanza della testa del leone; si racconta, infatti, che questa sia stata rubata dal vicino e storico rivale Cecina.[13]
- Porta Bagno, porta San Marco e porta Meridionale. Il percorso murario presenta oggi tre porte d’ingresso; una porta a nord-ovest (Porta San Marco), una porta a nord-est (Porta Bagno) e infine una porta a sud (Porta Meridionale). Nella descrizione del castello del Liber Censuum (datato all’anno 1382) sono nominate "duarum portis, quarum una vocatur Porta a Bagno, et alia Porta S. Marci"[14]. Tuttavia, è difficile riconoscere attraverso questa toponomastica a quale di queste porte si riferisca il documento e, di conseguenza, datare questi ingressi.  La porta Bagno e la porta San Marco presentano la stessa caratteristica costruttiva, ossia il piede di Liutprando (antica unità di misura di origine longobarda), che permette di datarle tra i secoli X e XIII. Mentre la porta San Marco va messa in rapporto con l’ampliamento delle mura del XIII secolo, la porta Bagno potrebbe già riferirsi alle prime mura in pietra riconducibile al XII secolo. Inoltre quest’ultima porta ha assistito all’abbassamento del livello della soglia, legato a profondi cambiamenti nella viabilità interna del castello, che hanno portato anche a distruzione di parte del percorso murario.  La porta Meridionale, invece, è la più recente dei tre punti di accesso al borgo, come si può notare nell’impiego del braccio pistoiese come base modulare. È stata costruita a seguito del prolungamento del percorso murario, quindi posteriore all'anno 1382, ma anteriore all'istaurazione del braccio fiorentino come modulo unico in Toscana, quindi anteriore alla fine del XVIII secolo.

## Società

### Evoluzione demografica
Abitanti censiti

### Etnie e minoranze straniere
Secondo i dati ISTAT al 31 dicembre 2010 la popolazione straniera era di 539 persone, pari all'8,22% dei residenti.
Le nazionalità maggiormente rappresentate in base alla loro percentuale sul totale della popolazione residente erano:
- Albania 240 (3,75%)
- Romania 147 (2,30%)

## Cultura

### Biblioteche
Nel comune è presente una biblioteca comunale che offre vari servizi ai cittadini, quali il prestito locale, il prestito interbibliotecario, prestito domiciliare, consultazione e informazioni, attività di educazione agli adulti e sezione ragazzi, attività di promozione alla lettura e ludoteca.

### Ricerca
- Osservatorio astronomico di Castelmartini.[18][19]  Ubicato presso l’abitazione privata di Enrico Prosperi a Castelmartini. È attivo sin dal 1994 e dal 1998 è un osservatorio numerato inserito nella lista redatta dall’Unione Astronomica Internazionale (con il codice 160). Nel febbraio 2018 l’osservatorio è risultato uno dei più prolifici in assoluto per numero di osservazioni di corpi minori del Sistema Solare e negli anni precedenti, a partire dal 2009, si è sempre classificato tra i primissimi, a volte anche primo, a livello nazionale.

### Scuole
Sul territorio di Larciano sono presenti due scuole dell’infanzia pubblica, una scuola primaria pubblica e una scuola secondaria di primo grado; l’Istituto Comprensivo di Larciano raggruppa le scuole dell’infanzia, la scuola primaria e la scuola secondaria di primo grado.

### Musei
- Museo della Civiltà Contadina Casa Dei. Ubicato all'interno di una casa colonica a due piani all'interno del Padule di Fucecchio, il museo raccoglie materiali della vita contadina relativi agli inizi del ventesimo secolo. Il museo si articola in sezioni e l’obiettivo finale è quello di far conoscere alle persone la relazione instaurata tra il luogo, l’attività agricola e il ruolo nella vita contadina di allora. Il suddetto museo è realizzato in collaborazione con la Regione Toscana e con il patrocinio della Provincia di Pistoia e del Comune di Larciano nel contesto del progetto denominato “Lungo le Rotte Migratorie” ed è entrato nella rete museale della Regione Toscana a partire dal 2012.[20]
- Museo Civico di Larciano Castello. Situato a Larciano Castello e inaugurato nel 1975, il museo raccoglie oggetti provenienti dall'area della Valdinievole e oggetti arrivati da altri luoghi, per mezzo di donazioni o prestiti temporanei da altri musei. I reperti coprono un grande spazio temporale che inizia dalla preistoria fino al tardo Rinascimento. Il museo è organizzato in due sezioni: una locale e una didattica.

### Gallerie
- Cum Venio, casa, studio, galleria. Nata nel Giugno 2022 dalla ristrutturazione dell'ex-convento di Piazza Quattro Martiri. La struttura promuove realtà culturali locali, come dibattiti su vari argomenti e personaggi del territorio tramite presentazioni di libri, incontri di divulgazione e mostre d'arte. Due delle più importanti tenutasi nei suo spazi, quella dedicata alla reinterpretazione delle "Donne di Leonardo"[21] e la prima retrospettiva dell'opera di Filippo Biagioli.[22]

### Eventi
- Settembre larcianese. La fiera venne istituita nel 1874 per incentivare l’allevamento e il commercio del bestiame e si tenne annualmente nella piazza di San Rocco. La fiera ebbe immediatamente successo, tanto che nel 1875 la piazza di San Rocco venne ingrandita per dare maggiore spazio agli animali. Oltre all’acquisto di animali, al concorso per le bestie migliori e alla mostra zootecnica, la fiera dava la possibilità di assistere a gare tradizionali, fuochi d’artificio, cantastorie e mangiafuoco. Nel 1907 fece comparsa sulla scena larcianese il volo della colombina, evento che traeva auspici per la successiva annata agricola. Inizialmente la fiera si svolgeva in una sola giornata, precisamente il secondo giovedì del mese di settembre; oggi si prolunga per più giorni. Il programma della fiera è stato cambiato vista la trasformazione economica della zona che da agricola è diventata prevalentemente industriale e artigianale; motivo per il quale non si vedono più in piazza gli animali adornati per i vari concorsi.
- Sagra delle ciliegie: si svolge a Castelmartini. Inizialmente aveva la durata di una settimana, da domenica a domenica a cavallo del 13 giugno, in concomitanza con i festeggiamenti in onore di Sant’Antonio da Padova. Oggigiorno la sagra si protrae per due settimane e continua a richiamare molti cittadini. Il nome della sagra si deve al fatto che, durante la prima domenica di festeggiamenti, vengono distribuite gratuitamente le ciliegie della zona.
- Castagnata: ha luogo a Cecina nella penultima domenica del mese di ottobre. Durante la fiera vengono venduti i necci, castagnacci, frugiate e si può gustare anche il vino della zona.

## Geografia antropica

### Frazioni
Il comune sparso di Larciano è composto da quattro frazioni: Castelmartini, Cecina, Larciano Castello e San Rocco, con quest'ultima come capoluogo comunale.

#### Castelmartini
Centro abitato sviluppato lungo la via statale Francesca caratterizzato da una forte componente produttiva.
L'originale centro abitato, che risale alla fine del Duecento quando si trova menzionato nel Liber censuum un "castrum Martini Jacobi Admannati", si trova ad ovest della via Francesca che in questo tratto corre in direzione nord-sud; nella stessa zona si trovava l'antico ospedale di S. Donnino in Cerbaia, ora scomparso di cui si conserva memoria nel titolo dell'attuale Chiesa Parrocchiale di Castelmartini.
L'antico ospedale si trovava non lontano dal luogo dove Pistoia aveva un porto che, attraverso i canali delle paludi, la poneva in collegamento con Pisa. Questo antico ospedale inoltre era collegato ad una strada di notevole importanza che attraversava il Montalbano, quindi si trattava di una struttura ricettiva importante nell'organizzazione del territorio posto sotto il governo del comune pistoiese. La Chiesa Parrocchiale di Castelmartini, sorta come cappella intorno al 1200, ha subito un radicale rifacimento verso la fine dell'Ottocento, che le ha conferito un aspetto ispirato al tardo neoclassico.
Nell'edificio di fianco alla chiesa si trova la sede del Centro di Ricerca, Documentazione e Promozione del Padule di Fucecchio, il cui scopo è quello di promuovere iniziative tese alla conservazione ed alla valorizzazione del Padule da un punto di vista ambientale e naturalistico, come area umida di interesse nazionale ed internazionale.
Procedendo verso il Porto delle Morette, area particolarmente interessante di accesso al Padule, si trova la Villa Poggi Banchieri, realizzata ampliando e modificando l'antico Castrum Martini che ha dato il nome alla località.

#### Cecina

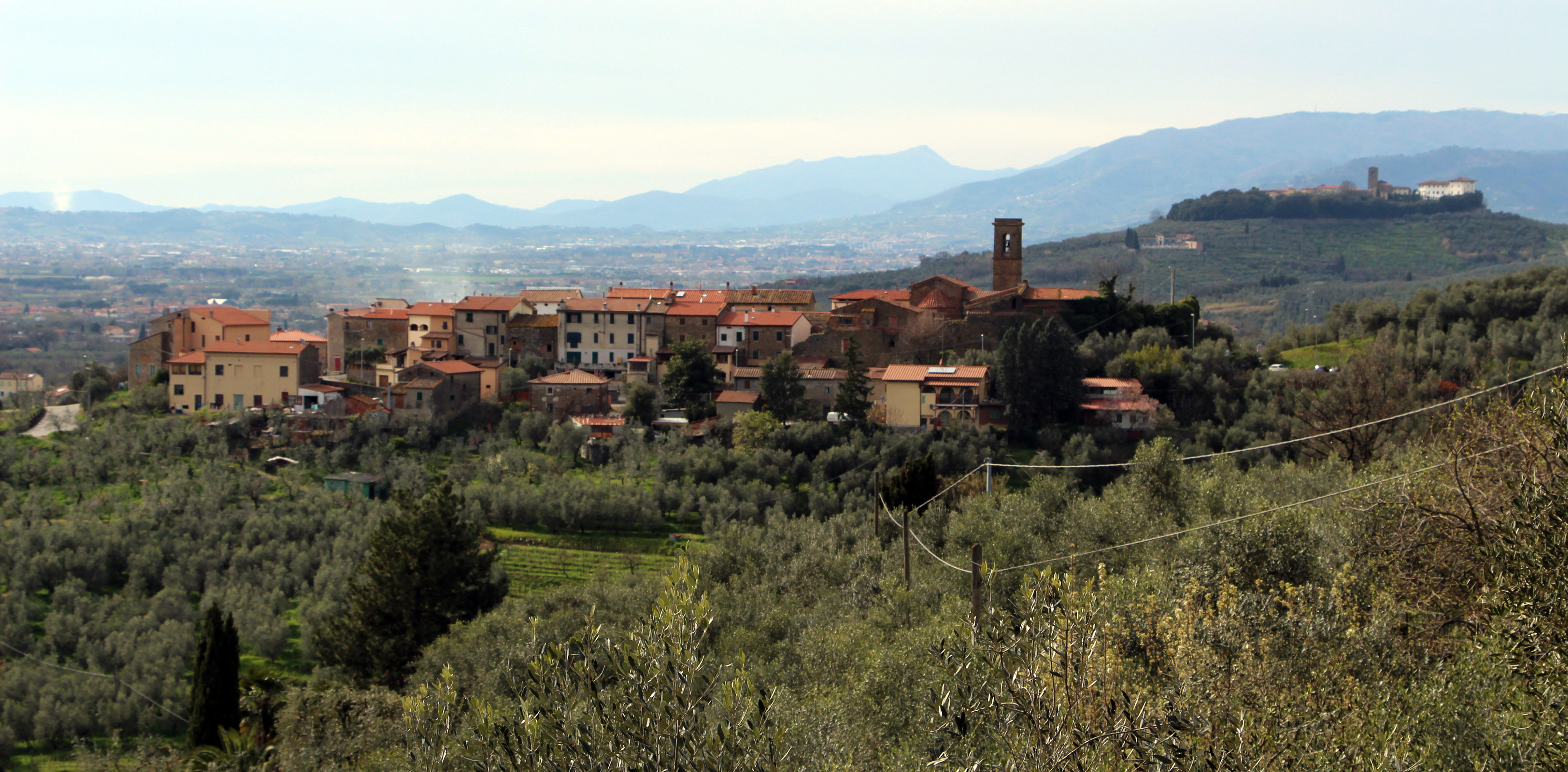
Cecina, sullo sfondo Montevettolini

Borgo medioevale con cinta muraria e due porte d'accesso, sulle pendici del Montalbano, di probabili origini etrusche, forse dal cognome dell'antica famiglia gentilzia etrusca di Volterra Kaiknas (in latino Caecina). All'interno delle mura si trova la chiesa di San Nicola di origine romanica, di cui si conserva l'emiciclo esterno dell'abside, nei secoli è stata rimaneggiata radicalmente.
L'interno, con copertura a volte, ha un'unica navata alla quale si aggiunge a sinistra la cappella del San Rosario il cui altare è datato 1632. Nella seconda campata, a sinistra, entro una cornice seicentesca, è esposto un espressivo crocifisso ligneo della fine del Trecento, ritenuto miracoloso.

#### Larciano Castello
Ha mantenuto la struttura urbanistica (sviluppata su un terreno digradante) di borgo medioevale e conserva la cinta muraria del XII secolo con tre porte di accesso. All'interno delle mura, nel punto più alto si trova la rocca, il cui elemento più importante è l'alta torre quadrangolare, da cui si può osservare uno splendido panorama che spazia dalla Valdinievole al Valdarno Inferiore. Il campanile, costruito nel 1784, si compone di cinque campane, la più antica delle quali, nonché la più piccola, risale al 1500. All'interno della rocca si trova anche il museo civico. La pieve di San Silvestro è caratterizzata da una pianta molto semplice ad un'unica navata. Di origine medioevale, di cui conserva timide tracce nei paramenti murari esterni, ha subito nel corso dei secoli radicali trasformazioni. Accanto alla chiesa sorge la canonica, un tempo palazzo podestarile; per ricordare questo suo anteriore utilizzo, l’edificio conserva ancora sulla facciata esterna alcuni stemmi podestarili in maiolica e in pietra. Nel momento in cui non fu più utilizzato come palazzo podestarile e fu venduto a privati, quest’ultimi lo modificarono, cambiando le forme iniziali dell’edificio, per renderlo un’abitazione privata. Alla fine del diciottesimo secolo è diventata una casa canonica, al cui interno sono conservati tutt’oggi alcuni oggetti di valori.
Al centro della piazzetta si trova la colonna sostenente il Marzocco, ricordo della dominazione fiorentina.

#### San Rocco

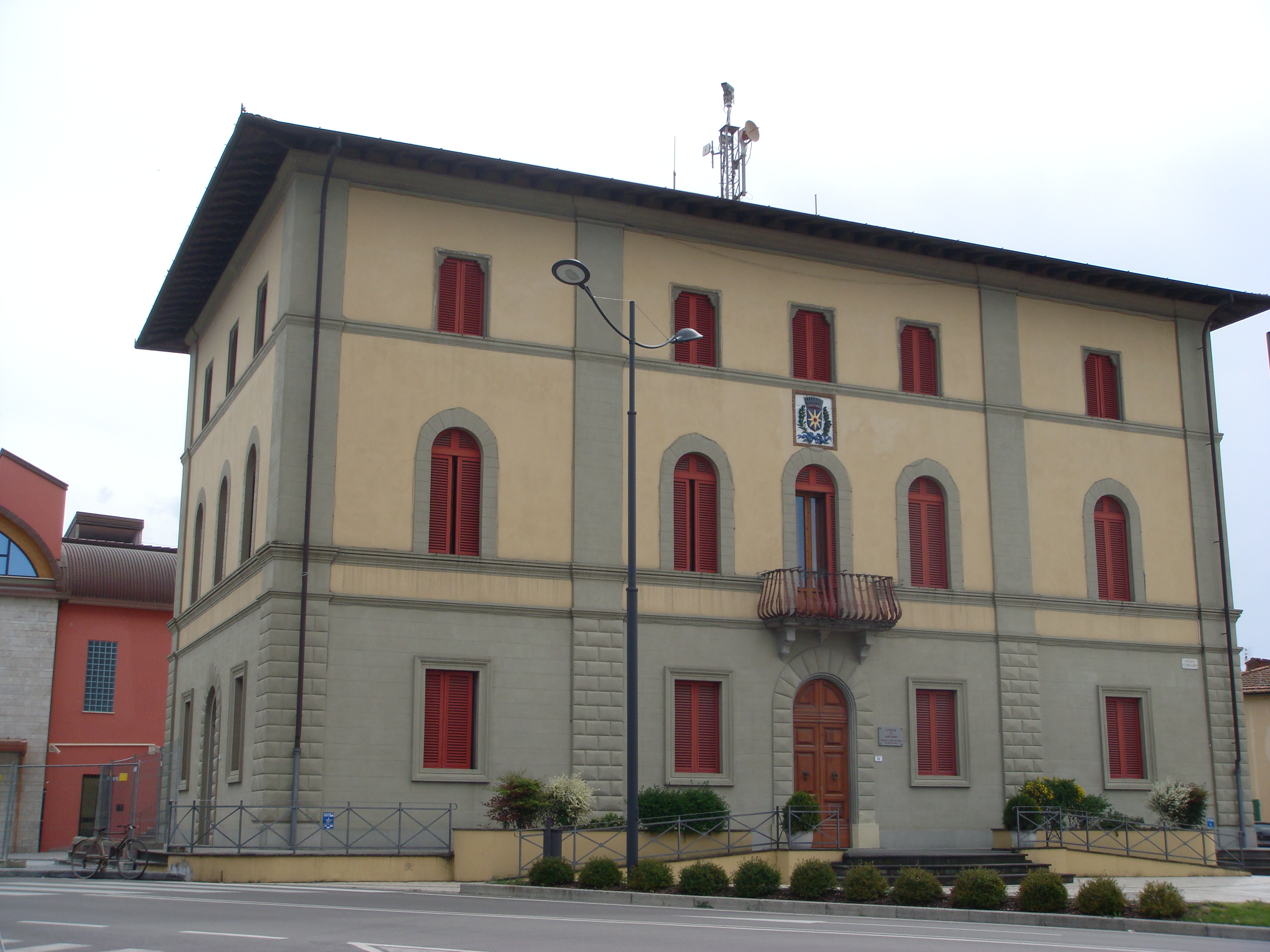
Il Municipio di Larciano nella piazza di San Rocco

Alla fine dell'Ottocento la popolazione che si era insediata fin dal Seicento presso la chiesa di San Rocco era cresciuta notevolmente; da tempo, infatti, Larciano Castello vedeva diminuire il numero dei suoi abitanti che si trasferivano nelle zone pianeggianti, gradualmente bonificate, liberandole così dalla malaria e rese coltivabili. La chiesa fu voluta dalla popolazione nel 1631 dove era la chiesetta intitolata alla "Beata Vergine" quando la peste, che aveva colpito il territorio di Larciano, si stava finalmente allontanando e fu intitolata al santo ritenuto protettore contro il male.
Nel 1884 San Rocco fu staccata da San Silvestro da cui dipendeva e tre anni dopo venne riconosciuta parrocchia. Questo evento segnò l'inizio e il successivo sviluppo del paese di San Rocco distinto da Larciano Alto.
Nel 1897, quando Larciano ottenne l'autonomia amministrativa da Lamporecchio, il centro di San Rocco otteneva la sede del Municipio, restaurato e inaugurato nel giugno del 1997.

### Altre località del territorio
Nel territorio comunale di Larciano si contano altre località abitate e borgate minori. Le principali sono Baccane, Biagiotti, Biccimurri, Case di Monte, Colonna, Mungherino e Puntoni.

## Media

### Stampa
Orizzonti è una rivista mensile a carattere culturale, informativo e storico che tratta temi relativi alle comunità di Larciano, Lamporecchio, Vinci e Cerreto Guidi; negli ultimi anni vengono inclusi anche articoli riguardanti la Valdinievole e la zona di Empoli. Lo scopo principale è quello di promuovere le attività a carattere socio-culturale legati ai territori in questione; per questo motivo i lettori sono utenti attivi della realizzazione del mensile, poiché sono invitati sempre ad esporre problematiche, proposte e suggerimenti, nonché sono invitati a scrivere articoli trattanti argomenti di interesse pubblico.
Il mensile presenta quindi articoli di cultura generale, storie di vita personale, eventi, attività turistiche e tradizioni.

## Amministrazione
Di seguito è presentata una tabella relativa alle amministrazioni che si sono succedute in questo comune.
| Periodo        | Periodo        | Primo cittadino        | Partito                                  | Carica                                  | Note   |
| -------------- | -------------- | ---------------------- | ---------------------------------------- | --------------------------------------- | ------ |
| 17 luglio 1985 | 31 maggio 1990 | Graziano Lustri        | Partito Comunista Italiano               | Sindaco                                 | [ 24 ] |
| 31 maggio 1990 | 22 aprile 1991 | Graziano Lustri        | Partito Comunista Italiano               | Sindaco                                 | [ 24 ] |
| 22 aprile 1991 | 24 aprile 1995 | Andrea Stefano Lollini | Partito Democratico della Sinistra       | Sindaco                                 | [ 24 ] |
| 24 aprile 1995 | 14 giugno 1999 | Andrea Stefano Lollini | Partito Democratico della Sinistra       | Sindaco                                 | [ 24 ] |
| 14 giugno 1999 | 14 giugno 2004 | Roberta Beneforti      | centro-sinistra                          | Sindaco                                 | [ 24 ] |
| 14 giugno 2004 | 8 giugno 2009  | Roberta Beneforti      | centro-sinistra                          | Sindaco                                 | [ 24 ] |
| 8 giugno 2009  | 26 maggio 2014 | Antonio Pappalardo     | lista civica                             | Sindaco                                 | [ 24 ] |
| 26 maggio 2014 | 4 marzo 2015   | Antonio Pappalardo     | lista civica Impegno comune per Larciano | Sindaco                                 | [ 24 ] |
| 4 marzo 2015   | 5 giugno 2016  | Lisa Amidei            | lista civica Impegno comune per Larciano | Vicesindaco facente funzioni di sindaco | [ 24 ] |
| 5 giugno 2016  | 4 ottobre 2021 | Lisa Amidei            | lista civica Impegno comune per Larciano | Sindaco                                 | [ 24 ] |
| 4 ottobre 2021 | in carica      | Lisa Amidei            | lista civica Impegno comune per Larciano | Sindaco                                 | [ 24 ] |

### Gemellaggi
- Poussan, dal 2013
- Rousset, dal 2013

## Sport

### Calcio
Larciano è sede di diverse società di calcio, la più importante delle quali è la U.S.D. Art. Ind. Larcianese, espressione della collettività degli artigiani, degli industriali e dei cittadini di Larciano. Negli anni recenti la Larcianese ha raggiunto traguardi inattesi per un paese di poco più di 6 000 abitanti: la Coppa Italia Dilettanti 1998 e diversi anni di militanza in Serie D.

#### Torneo dei rioni
Il torneo dei rioni è una manifestazione calcistica amatoriale che si svolge generalmente nel periodo estivo e coinvolge attivamente buona parte della popolazione di Larciano. L’attuale forma del torno presenta 6 Rioni cittadini in competizione tra di loro:
- Rione San Rocco
- Rione Cecina Ponente
- Rione Biccimurri
- Rione Colonna
- Rione Levante
- Rione Larciano

Due gironi formati da tre rioni ciascuno sono estratti a sorte. Le finaliste del torneo dell’edizione precedente vengono collocate come teste di serie dei due gironi. Le squadre di ogni girone si affrontano in gara secca; la prima classificata di ogni girone accede direttamente alle semifinali, mentre le seconde e le terze affrontano un play-off.

### Ciclismo
L'U.C.Larcianese incarna la passione dei cittadini per il ciclismo. Organizza il Gran Premio Industria e Artigianato, corsa in linea per professionisti che tradizionalmente si corre ad inizio marzo, a cavallo tra le Strade Bianche e la Tirreno-Adriatico.
L'associazione ciclistica larcianese nacque grazie a Nello Bonfanti, il quale si era avvicinato al ciclismo grazie al suo lavoro di rappresentante della squadra ciclistica Salvarani. Fondata l'associazione, Bonfanti si impegnò a organizzare corse ciclistiche e da qui iniziò a Larciano nei primi anni '60 la tradizione de "I circuiti degli assi", la quale continuò fino alla metà degli anni '70.
L'associazione ciclistica fu riconosciuta a livello nazionale e poi internazionale.